# الیپهورن
الیپهورن (به لاتین: Älplihorn) یک کوه در سوئیس است که در کانتون گراوبوندن واقع شده‌است. الیپهورن ۳٬۰۰۶ متر بالاتر از سطح دریا واقع شده‌است.